# Osroene

Il regno di Osroene ed i vicini intorno al 50 a.C.

Osroene (in latino Osrohene o Osrhoene; in siriaco: Malkuṯā d-Bēt ʿŌsrā ʿĪnē, in greco Ὀσροηνή?, Osroēnḗ) è un antico regno della Mesopotamia, avente Edessa per capitale e indipendente o semi indipendente dal 132 a.C. al 244.

## Localizzazione
Il territorio di questo regno, che corrispondeva all'alto corso dell'Eufrate, fu frequentemente il campo di battaglia delle potenze dell'Anatolia, della Persia, della Siria e dell'Armenia.

## Storia

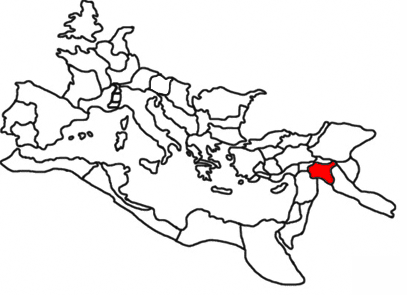
L'Osroene come provincia romana nel 120

Con la dissoluzione dell'Impero seleucide, il suo territorio fu spartito tra Repubblica romana e Parti: l'Osroene divenne stato vassallo dei Parti, sotto una dinastia di sovrani arabi (132 a.C.); molti dei sovrani si chiamavano Abgar o Manu, ed erano sceicchi arabi stanziati nelle città, ma i Romani cercarono ripetutamente di conquistarlo. Lo stesso nome "Osroene" deriva da Osroes, uno sceicco arabo che nel 120 a.C. contese ai Seleucidi il controllo della regione.
Tigrane II di Armenia strappò Media Atropatene, Corduene, Adiabene e la regione attorno a Nisibi ai Parti, instaurando una dinastia araba in Osroene; successivamente la regione passò sotto l'influenza romana a seguito della conquista di Lucio Afranio, che partì dalla Corduene e invase la Mesopotamia settentrionale e, dopo aver attraversato il deserto, sconfisse gli arabi di Osroene con l'aiuto degli elleni di Carre.
Abgar I firmò un trattato di pace con i Romani all'epoca di Gneo Pompeo Magno. In occasione della campagna di Marco Licinio Crasso contro i Parti (53 a.C.), fu alleato del triumviro, passando poi dalla parte del re dei Parti Orode II; il suo compito fu quello di fingere di continuare ad essere un alleato di Crasso e di fornirgli informazioni e consigli ingannevoli. Convinse Crasso a non avanzare sulla città greca di Seleucia sull'Eufrate, e di attaccare invece direttamente Surena e abbandonandolo nel corso della battaglia di Carre per passare al nemico.
Intorno al 116, nell'ambito delle campagne partiche di Traiano, il generale romano Lusio Quieto saccheggiò Edessa e pose fine all'indipendenza dell'Osroene. Dopo la guerra contro i Parti di Marco Aurelio, i Romani costruirono dei forti e insediarono una guarnigione a Nisibi. L'Osroene cercò di ribellarsi ai Romani, ma nel 216 il re Abgar IX fu catturato ed esiliato a Roma, mentre la regione divenne una provincia romana.
Tra la campagna di Traiano e la perdita dell'indipendenza nel 216, Edessa vide l'espandersi del Cristianesimo; Abgar IX fu il primo sovrano cristiano di Osroene. Tra le principali figure religiose che vissero in questa regione si ricorda Taziano il Siro, che compose il Diatessaron in siriaco, un'opera eclettica giudeo-cristiana con influenze dualistiche che divenne il vangelo per antonomasia dei parlanti siriaco.
L'indipendenza dello Stato terminò probabilmente nel 214 circa; durante il regno di Caracalla la monarchia fu abolita dall'Impero romano e Osroene fu incorporata come provincia. Era una provincia di frontiera, vicina agli imperi persiani con cui i Romani furono ripetutamente in guerra, e fu presa e ripresa più volte. Essendo di frontiera, aveva una legione romana di stanza. La Legio III Parthica e il suo Castrum (base) potrebbero essere stati Rhesaina, ma non è certo.
In seguito alla riforma della tetrarchia operata dall'imperatore Diocleziano durante il suo regno (284-305), fece parte della diocesi d'Oriente e parte a sua volta della prefettura del pretorio d'Oriente.
Dopo la conquista dell'Impero partico da parte della dinastia persiana dei Sasanidi nel III secolo, l'Osroene divenne una regione contesa nella zona di confine tra il nuovo impero persiano e Roma. Dopo l'assedio di Edessa e Carrhae da parte di Sapore I, i Romani subirono qui una grave sconfitta nel 260, durante la quale lo stesso imperatore Valeriano fu fatto prigioniero. Il sovrano della ricca città desertica di Palmira, alleata di Roma e virtualmente indipendente, Settimio Odenato, aiutò poi in modo decisivo i Romani a ristabilire il controllo sull'Osroene. Il figlio minore Vaballato, tuttavia, sotto la guida della madre Zenobia, si rivoltò contro i Romani, fu elevato ad Augusto e poté essere sconfitto e catturato da Aureliano solo con la madre nel 272. Fino alla sua conquista da parte degli Arabi, intorno al 640, l'Osroene rimase una provincia romana per tutta la tarda antichità, con Edessa (che i Sassanidi assediarono ripetutamente) come sede del governatore. 

### L'Osroene nelle Notitia dignitatum
Secondo la Notitia Dignitatum della fine del IV secolo, era guidata da un governatore del rango di praeses, ed era anche la sede del dux Mesopotamiae, che aveva il rango di vir illustris e comandava (verso il 400) le seguenti unità dell'esercito:
- Equites Dalmatae Illyriciani, acquartierata a Ganaba.
- Equites promoti Illyriciani, Callinico.
- Equites Mauri Illyriciani, Dabana.
- Equites promoti indigenae, Banasam
- Equites promoti indigenae, Sina Iudaeorum.
- Equites sagittarii indigenae, Oraba.
- Equites sagittarii indigenae, Thillazamana.
- Equites sagittarii indigenae Medianenses, Mediana.
- Equites primi Osrhoeni, Rasin.
- Praefectus legionis quartae Parthicae, Circesio'.
- (comando illeggibile, forse la Legio III Parthica), Apatna.
- Ala septima Valeria praelectorum, Thillacama.
- Ala prima Victoriae, Tovia -contra Bintha.
- Ala secunda Paflagonum, Thillafica.
- Ala prima Parthorum, Resaia.
- Ala prima nova Diocletiana, tra Thannurin e Horobam.
- Cohors prima Gaetulorum, Thillaamana.
- Cohors prima Eufratensis, Maratha.
- Ala prima salutaria, Duodecimo constituta.

L'officium (ufficio amministrativo) del dux includeva il princeps de scola agentum in rebus, alcuni numerarii con i rispettivi adiutores, un commentariensis, un adiutor e altri ufficiali.

## Sovrani di Osroene
- Aryu (132-127 a.C.)
- Abdu (127-120)
- Fradhasht (120-115)
- Bakru I (115-112)
- Bakru II (112-94)
- Ma'nu I (94)
- Abgar I (94-68)
- Abgar II (68-52)
- Ma'nu II (52-34)
- Paqor (34-29)
- Abgar III (29-26)
- Abgar IV (26-23)
- Ma'nu III (23-4)
- Abgar V (4 a.C.-7 d.C.)
- Ma'nu IV (7-13)
- Abgar V (13-50)
- Ma'nu V (50-57)
- Ma'nu VI (57-71)
- Abgar VI (71-91)
- Sanatruk (91-109)
- Abgar VII (109-116)
- Diretta occupazione romana (116-118)

- Yalur (118-122), con Partamaspate
- Partamaspate (118-123)
- Ma'nu VII (123-139)
- Ma'nu VIII (139-163)
- Wa'il (163-165)
- Ma'nu VIII (165-177)
- Abgar VIII (il Grande) (177-212)
- Abgar IX (212-214)